# Уньйоро
1°29′03″ пн. ш. 31°07′57″ сх. д. / 1.4841666666667° пн. ш. 31.1325° сх. д.
Уньйоро  — держава в західній частині сучасної  Уганди у 16-20 ст.
Держава Уньйоро (або Буньйоро) утворилась на початку 16 ст. в  результаті часткового розпаду держави Китара і приходу до  влади в її північних районах династії, заснованої скотарями луо. До середини 17 ст. грала роль спадкоємця Китари, але поступово втрачала могутність і поступилась першістю в регіоні  Буганді. Верховний  правитель Уньйоро — омукама стояв над локальними вождями, а ті   в свою чергу здійснювали владу над  родами скотарів і землеробів.
Міст в державі Уньйоро практично  не існувало. З 1870- х  рр. відстоювала свою незалежність в боротьбі з англійцями. Опір ньйоро  очолював омукама Кабарега. У  1900 р. перейшла під владу  В.Британії і мала статус королівства в рамках протекторату Уганда.